# Ерик Джагър
Ерик Джагър (на английски: Eric Jager) е американски учен, специалист по средновековна литература, литературен критик и писател на произведения на исторически теми.

## Биография и творчество
Ерик Джагър е роден на 27 април 1957 г. в САЩ. Получава бакалавърска степен от колежа „Калвин“ през 1979 г. През 1984 г. получава магистърска степен по английска филология от Мичиганския университет. В периода 1996 – 1997 г. получава стипендия за научни изследвания от Американския съвет на обществото на учените. От Мичиганския университет получава докторска степен през 1987 г.
След дипломирането си е инструктор в Колумбийския университет. После работи в катедрата по английска филология на Калифорнийския университет в Лос Анджелис. От 1996 г. преподава курсове за средновековна литература, включително за Беоулф, Джефри Чосър, епоса и романтиката. Прави изследвания в областта на историята на книгата и литературната теория.
Първата му книга „The Tempter's Voice: Language and the Fall in Medieval Literature“ (Гласът на изкушението: Езикът и грехопадението в средновековната литература) е издадена през 1993 г. В книгата си изследва как литературата на Средновековието прави библейската история за Адам и Ева и тяхното изгонване от Райската градина централен и доминиращ западен мит.
През 2004 г. е издадена книгата му „Последният дуел“. Книгата е базирана на истинска история от 1386 г. по времето на Стогодишната война. Норманският рицар Жан дьо Каруж се завръща от битка в Шотландия, а съпругата му Маргьорит е бременна и обвинява оръженосеца Жак Льо Гри, негов стар приятел, че я е изнасилил. Жак Льо Гри отрича и съдът постановява истината, съгласно тогавашните закони, да се реши в съдебен дуел между рицаря и оръженосеца в парижки манастир, а ако рицарят загуби битката, съпругата му ще бъде осъдена на смърт за лъжовно обвинение. През 2021 г. книгата е екранизирана от режисьора Ридли Скот в едноименния филм с участието на Мат Деймън, Бен Афлек и Адам Драйвър.
Книгата му „Blood Royal“ (Кралска кръв) от 2014 г. представя историята на конспирация от 1407 г. за убийство на член на френското кралско семейство и как престъплението е разрешено от един от първите детективи в историята, който описва подробно разследването си в дълъг пергаментен свитък.
Ерик Джагър живее със семейството си в Лос Анджелис.

## Произведения
- The Tempter's Voice: Language and the Fall in Medieval Literature (1993)
- The Book of the Heart (2000)
- The Last Duel: A True Story of Crime, Scandal, and Trial by Combat in Medieval France (2004)
Последният дуел, изд.: „Сиела“, София (2020), прев. Любомир Мартинов
- Blood Royal: A True Tale of Crime and Detection in Medieval Paris (2014)

### Екранизации
- 2021 Последният дуел, The Last Duel